# Gonatocerus ayrensis
Gonatocerus ayrensis är en stekelart som beskrevs av Girault 1913. Gonatocerus ayrensis ingår i släktet Gonatocerus och familjen dvärgsteklar. Inga underarter finns listade i Catalogue of Life.